# Hubertus Mulckhuyse
Hubertus "Bertus" Mulckhuyse (Vinkeveen, De Ronde Venen, 15 d'octubre de 1896 - Hilversum, 1951) va ser un ciclista neerlandès, que fou professional entre 1912 i 1915. Es dedicà principalment al ciclisme en pista. Com a amateur guanyà una medalla de plata al campionat del món de mig fons de 1911 per darrere del britànic Leon Meredith.

## Palmarès
- 1909
  - Vencedor d'una etapa a l'Olympia's Tour